# Leptataspis philippinensis
Leptataspis philippinensis är en insektsart som beskrevs av Schmidt 1920. Leptataspis philippinensis ingår i släktet Leptataspis och familjen spottstritar. Inga underarter finns listade i Catalogue of Life.